# Sine
Sine – rzeka w Senegalu, na północ od Gambii.
Rzeka przepływa przez centralny Senegal i uchodzi w regionie Fatick, od północy, do rzeki Saloum. Od nazw obu rzek pochodzi nazwa delty Sine–Saloum, którą uchodzą do Oceanu Atlantyckiego. W delcie, uznanej za rezerwat biosfery UNESCO, znajduje się Park Narodowy Delta du Saloum.